# Robert F. Furchgott
Robert Francis Furchgott (Charleston (South Carolina), 4 juni 1916 – Seattle, 19 mei 2009) was een Amerikaanse scheikundige en Nobelprijswinnaar. Hij won met Ferid Murad en Louis Ignarro in 1998 de Nobelprijs voor Fysiologie of Geneeskunde voor zijn onderzoek naar stikstofmonoxide als biologische signaalstof.

## Biografie
Furchgott, van Joodse afkomst, was de zoon van Arthur en Pena Sorentrue Furchgott. Hij studeerde in 1937 af aan de Universiteit van North Carolina te Chapel Hill, met een diploma in scheikunde. In 1940 haalde hij zijn Ph.D. in biochemie aan de Northwestern-universiteit in 1940. Van 1949 tot 1956 was hij lid van de faculteit van de Washington University School of Medicine. Van 1956 tot aan zijn pensionering in 1988 was hij professor in farmacologie aan de State University of New York Downstate Medical Center. Van 1989 tot 2004 was Furchgott professor in farmacologie aan de Universiteit van Miami.
Furchgott was gehuwd met Lenore Mandelbaum (1915-1983), van 1941 tot haar overlijden op 68-jarige leeftijd. Ze hadden drie dochters: Jane, Susan and Terry. Later hertrouwde hij met Margaret Gallagher Roth. In 2008 verhuisde hij naar Seattle, waar hij op 92-jarige leeftijd overleed.

## Werk
Al sinds de jaren 1950 voerde Furchgott onderzoek uit op het gebied van de regulatie van de vaattonus, echter halverwege de jaren zeventig raakte hij steeds meer geïnteresseerd in de rol van muscarine receptoren. In 1978 ontdekte hij een substantie in de endotheel-cellen, die hart- en bloedvaten in het lichaam ontspant. Hij noemde het endothelium-derived relaxing factor (EDRF, endotheel afhankelijke relaxatiefactor). In 1986 had hij de werking van EDRF ontdekt, en stelde vast dat het in feite stikstofmonoxide was. Zijn onderzoek was belangrijk bij de latere creatie van Viagra, een erectiepil die de bloedstroom in de penis verhoogd, alsmede bij de behandeling van blauwe baby's en andere medische en gezondheid gerelateerde zaken.
Een andere eerder bijdrage was zijn ontdekking dat bloedvaten ontspannen wanneer deze blootgesteld worden aan ultravioletlicht, een fenomeen dat bekendstaat als fotorelaxatie.
1901: Behring · 
1902: Ross · 
1903: Finsen · 
1904: Pavlov · 
1905: Koch · 
1906: Golgi, Ramón y Cajal · 
1907: Laveran · 
1908: Mechnikov, Ehrlich · 
1909: Kocher · 
1910: Kossel · 
1911: Gullstrand · 
1912: Carrel · 
1913: Richet ·
1914: Bárány · 
1919: Bordet · 
1920: Krogh · 
1922: Hill, Meyerhof · 
1923: Banting, Macleod · 
1924: Einthoven ·
1926: Fibiger · 
1927: Wagner-Jauregg · 
1928: Nicolle · 
1929: Eijkman, Hopkins · 
1930: Landsteiner · 
1931: Warburg · 
1932: Sherrington, Adrian · 
1933: Morgan · 
1934: Whipple, Minot, Murphy · 
1935: Spemann · 
1936: Dale, Loewi · 
1937: Szent-Györgyi · 
1938: Heymans · 
1939: Domagk · 
1943: Dam, Doisy · 
1944: Erlanger, Gasser · 
1945: Fleming, Chain, Florey · 
1946: Muller · 
1947: C. Cori, G. Cori, Houssay · 
1948: Müller · 
1949: Hess, Moniz · 
1950: Kendall, Reichstein, Hench · 
1951: Theiler · 
1952: Waksman · 
1953: Krebs,Lipmann ·
1954: Enders, Weller, Robbins · 
1955: Theorell · 
1956: Cournand, Forssmann, Richards · 
1957: Bovet · 
1958: Beadle, Tatum, Lederberg · 
1959: Ochoa, Kornberg · 
1960: Burnet, Medawar · 
1961: Békésy · 
1962: Crick, Watson, Wilkins · 
1963: Eccles, Hodgkin, Huxley · 
1964: Bloch, Lynen · 
1965: Jacob, Lwoff, Monod · 
1966: Rous, Huggins · 
1967: Granit, Hartline, Wald · 
1968: Holley, Khorana, Nirenberg · 
1969: Delbrück, Hershey, Luria · 
1970: Katz, Euler, Axelrod · 
1971: Sutherland · 
1972: Edelman, Porter · 
1973: Frisch, Lorenz, Tinbergen · 
1974: Claude, De Duve, Palade · 
1975: Baltimore, Dulbecco, Temin ·
1976: Blumberg, Gajdusek · 
1977: Guillemin, Schally, Yalow · 
1978: Arber, Nathans, Smith · 
1979: Cormack, Hounsfield · 
1980: Benacerraf, Dausset, Snell · 
1981: Sperry, Hubel, Wiesel · 
1982: Bergström, Samuelsson, Vane · 
1983: McClintock · 
1984: Jerne, Köhler, Milstein · 
1985: Brown, Goldstein · 
1986: Cohen, Levi-Montalcini · 
1987: Tonegawa · 
1988: Black, Elion, Hitchings · 
1989: Bishop, Varmus · 
1990: Murray, Thomas · 
1991: Neher, Sakmann · 
1992: Fischer, Krebs · 
1993: Roberts, Sharp · 
1994: Gilman, Rodbell · 
1995: Lewis, Nüsslein-Volhard, Wieschaus · 
1996: Doherty, Zinkernagel · 
1997: Prusiner · 
1998: Furchgott, Ignarro, Murad · 
1999: Blobel · 
2000: Carlsson, Greengard, Kandel ·
2001: Hartwell, Hunt, Nurse · 
2002: Brenner, Horvitz, Sulston · 
2003: Lauterbur, Mansfield · 
2004: Axel, Buck · 
2005: Marshall, Warren ·
2006: Fire, Mello ·
2007: Capecchi, Smithies, Evans ·
2008: Zur Hausen, Barré–Sinoussi, Montagnier ·
2009: Blackburn, Greider, Szostak ·
2010: Edwards ·
2011: Beutler, Hoffmann, Steinman ·
2012: Gurdon, Yamanaka ·
2013: Rothman, Schekman, Südhof ·
2014: O'Keefe, Moser, Moser ·
2015: Campbell, Omura, Tu ·
2016: Osumi ·
2017: Hall, Rosbash, Young ·
2018: Allison, Honjo ·
2019: Kaelin, Ratcliffe, Semenza ·
2020: Alter, Houghton, Rice ·
2021: Julius, Patapoutian ·
2022: Pääbo ·
2023: Karikó, Weissman ·
2024: Ambros, Ruvkun